# Майер, Кристиан (историк)
Кристиан Майер (нем. Christian Meier, род. 16.02.1929, Слупск) — немецкий историк-антиковед, специалист по истории классических Афин и поздней Римской республики. Эмерит-профессор античной истории Мюнхенского университета.

## Биография
Сын фермера.
В 1956 году получил докторскую степень в Гейдельберге.
В 1963 году хабилитировался во Франкфурте-на-Майне. Там учился у Г. Страсбургера.
С 1964 года преподавал во Фрайбурге. С 1966 года профессор античной истории в Базеле, с 1968 года — в Кёльне, с 1973 года — вновь в Базеле, с 1976 года — в Бохуме.
С 1972 года редактор томов и автор (соавтор) части статей словаря Geschichtliche Grundbegriffe: Historisches Lexikon zur politisch-sozialen Sprache in Deutschland.
В 1980-1988 годах председатель Ассоциации немецких историков.
В 1981—1997 годах профессор античной истории Мюнхенского университета.
В 1996—2002 годах президент Немецкой академии языка и литературы в Дармштадте.
Член Норвежской академии наук и литературы. С 1989 года действительный член Европейской академии.
Его называют одним из самых известных историков страны своего поколения, во всяком случае как античника.
Выявление «греческого чуда» он обнаруживает в народных (общественных) устремлениях древних греков к гармонии, равновесию, экспрессии и знанию, а не к единоличному доминированию, как у многих других.
Автор многих книг по античности, переведенных на многие языки.
Наиболее известные работы «Athen. Ein Neubeginn der Weltgeschichte» (1993; Athens: A Portrait of the City in Its Golden Age) и «Caesar» (1982, биография). В первой он повествует о рождении демократии и расцвете греческой культуры в V веке до н. э. и последующем её закате и поражении Афин в Пелопонесской войне; книгу называли элегантно написанной.
Почётный доктор Зальцбургского (2009) и Бернского (2015) университетов.
В 2002 году отмечен Австрийским почётным знаком «За науку и искусство».